# Frente Nacional (Suiza)

Bandera del Frente Nacional.

El Frente Nacional (FN) fue un partido político de tendencia nacionalista y antijudío en Suiza que floreció durante la década de 1930. En su apogeo, el grupo tenía hasta 9.000 miembros, según el Diccionario Histórico de Suiza, y "puede haber tenido una membresía de aproximadamente 25.000", según el Centro Simon Wiesenthal.

## Formación
El partido comenzó en varios clubes de debate en ETH Zúrich, donde el antisemitismo, el nacionalismo suizo y el apoyo a ideas similares a las que luego se adoptaron en la política racial del Tercer Reich se habían hecho populares entre algunos de los jóvenes académicos. Varios de estos grupos (todos los cuales cooperaron en una federación flexible) fueron reunidos formalmente por Robert Tobler en 1930 para formar el Frente Neue aunque este grupo no estaba totalmente comprometido con el fascismo. Un grupo más radical, bajo el liderazgo de Hans Vonwyl, se separó en el otoño de 1930 para establecer el Frente Nacional, cuyo objetivo era expandir sus operaciones fuera de la universidad. 

## Crecimiento
Inicialmente, el Frente Nacional no creció mucho más allá de los confines de la Universidad, pero pronto el periódico del partido, Der Eiserne Besen (La Escoba de Hierro), fue ampliamente leído y su mensaje antisemita encontró una audiencia. Presidida por Ernst Biedermann, el grupo experimentó un crecimiento y en abril de 1933 formó una alianza con el Frente Neue que, bajo el liderazgo de Tobler, Paul Lang y Hans Oehler, se radicalizó y se volvió más abierto al fascismo. El Frente Nacional absorbió a su contraparte el mes siguiente, aunque el liderazgo del Frente Neue rápidamente se hizo cargo del movimiento combinado, con Rolf Henne emergiendo como presidente. Emil Sonderegger, exmiembro del Estado Mayor Suizo, fue un destacado orador y propagandista del Frente Nacional en este momento. El partido continuó creciendo y pronto ganó escaños en el consejo de Zúrich, así como el apoyo de conocidos escritores suizos de la época, como Jakob Schaffner. En total, ocuparon 10 escaños en el consejo municipal de Zúrich después de las elecciones de septiembre de 1933. Ernst Leonhardt, organizador del partido en el noroeste, se fue poco después de esto después de una disputa interna, pero la medida no tuvo impacto en el crecimiento del Frente, con un periódico del partido, Die Front, establecido poco después. Para 1935, el partido reclamó 10.000 miembros. 
No salieron completamente a favor de ningún régimen y en su lugar trataron de unir a los hablantes de alemán, francés e italiano en una identidad suiza común (mantuvieron vínculos con un grupo de extrema derecha romaní menor, aunque el Frente Nacional no hizo campaña entre los romaníes). No obstante, su apoyo se limitó más o menos a los hablantes de alemán, y otros grupos obtuvieron el apoyo de los votantes fascistas en los otros grupos lingüísticos (Union Nationale para los franceses y Lega Nazionale Ticinese para los italianos). Eventualmente llegaron a acuerdos con los otros grupos y abandonaron por completo la campaña en áreas no alemanas. La principal base de apoyo del partido estaba en Schaffhausen, donde obtuvo escaños en el consejo local, además de elegir un solo miembro de la Asamblea Nacional en 1935. El asiento fue ocupado por Robert Tobler.
El partido quedó bajo el liderazgo de Rolf Henne en 1934 y comenzó a perseguir una ideología nacionalsocialista más abierta, de acuerdo con las creencias personales de Henne. Aprovechando el modelo de democracia directa utilizado en la política suiza, el Frente Nacional forzó un referéndum sobre una enmienda constitucional en 1935 que buscaba rediseñar el sistema de gobierno en líneas más nacionalistas, raciales y autoritarias. La propuesta fue fuertemente derrotada.[cita requerida]

## Declive

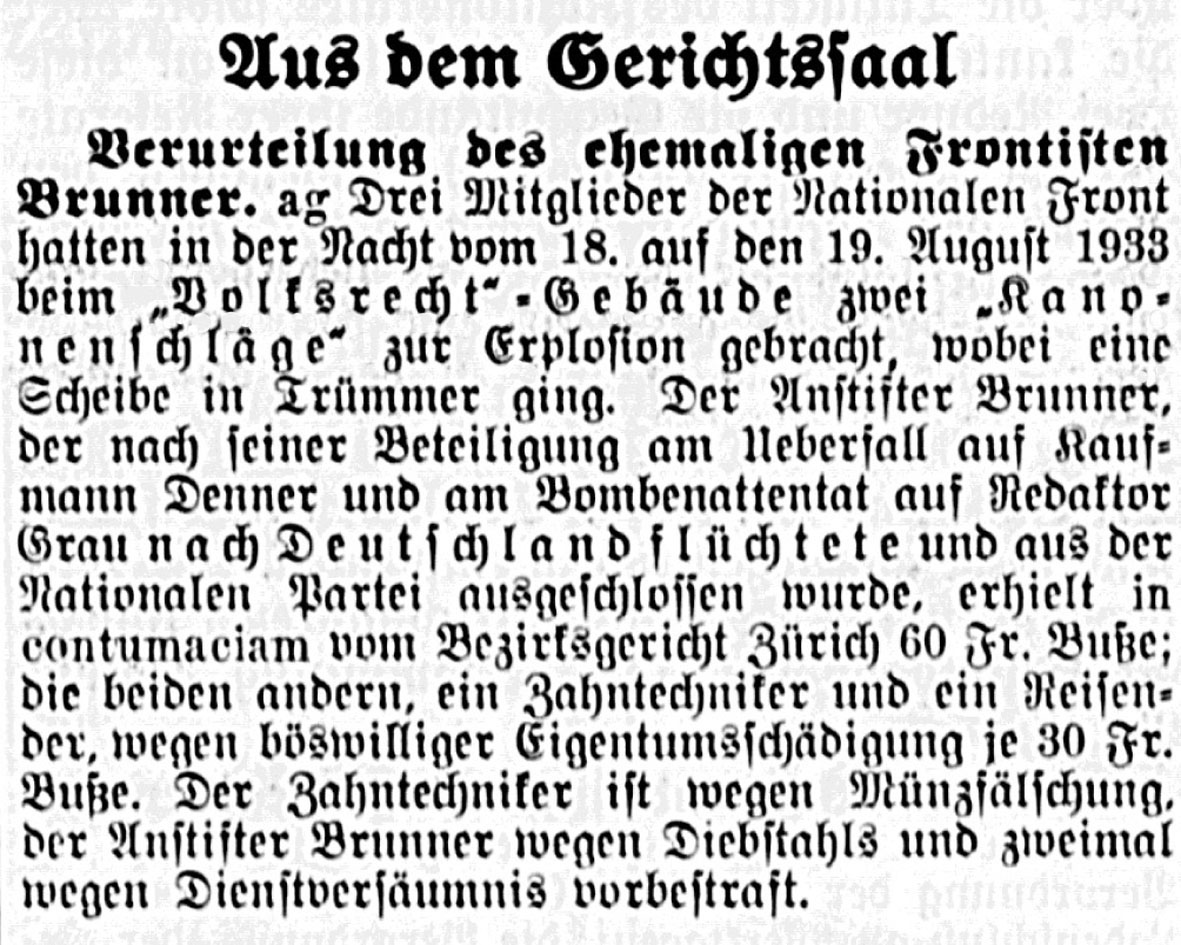
Artículo periodístico sobre procedimientos judiciales contra los líderes en Zúrich (1934).

El Frente experimentó un declive a medida que el fascismo se caracterizó en los medios como decididamente "no suizo" y hubo una reacción popular contra el movimiento. En el Juicio de Berna, la parte enfrentó cargos de que Los Protocolos de los Sabios de Sión violaban la ley suiza contra publicaciones obscenas. A pesar de estos contratiempos, el Frente Nacional reaccionó endureciendo aún más su enfoque, estableciendo un grupo de milicias y tomando más directamente del nacionalsocialismo como ideología. Su programa de 26 puntos, publicado en 1935, subrayó la credencial fascista del partido, llamando al estado corporativo y conteniendo fuertes ataques contra el bolchevismo, el socialismo, la judería, la masonería y los medios. Pudieron obtener un asiento en el Consejo Nacional de Zúrich en las elecciones de 1935, aunque los resultados en otros lugares fueron pobres. 
Se produjeron disputas internas que llevaron a un mayor declive con revelaciones sobre las acusaciones de financiamiento de Alemania, lo que llevó a muchos miembros a abandonar lo que vieron como un compromiso de la independencia suiza. También se hicieron contrademandas de que los líderes de la tendencia moderada eran secretamente masones, lo que resultó en una mayor lucha interna. Henne fue destituido como líder en 1938 y él, junto con Oehler, Schaffner y sus partidarios, se fue para formar el Bund Treuer Eidgenossen Nationalsozialistischer Weltanschauung, que abrazó abiertamente el nacionalsocialismo. Este grupo finalmente surgiría como el Movimiento Nacional de Suiza. Mientras tanto, los más predispuestos al modelo italiano del fascismo tendían a apoyar a los grupos del excoronel Arthur Fonjallaz, miembro de la NF.
Con Henne desaparecido, Tobler asumió los deberes de liderazgo en 1938, aunque en las elecciones locales de ese año y las elecciones federales del año siguiente perdieron todos sus escaños. Sin embargo, la moderación de Tobler no evitó las sospechas del gobierno suizo y las investigaciones policiales sobre sus actividades siguieron. En 1940, el partido se disolvió formalmente después de que Tobler fue encarcelado brevemente por espionaje. Tobler reformaría el grupo como Eidgenössische Sammlung poco después, aunque esto también desapareció en 1943 después de que el Consejo Federal decidiera tomar medidas enérgicas contra los grupos vinculados a los poderes del Eje.

## Elecciones federales
| Elección | # de votos totales | % de voto popular | # de asientos ganados |
| -------- | ------------------ | ----------------- | --------------------- |
| 1935     | 13.740 (#8)        | 1,5%              | 1/187                 |